# Pour Sarah
Cet article concerne la série télévisée québécoise. Pour la série télévisée française, voir Pour Sarah (série télévisée, 2019).
Pour Sarah est une série télévisée québécoise en dix épisodes de 42 minutes créée et scénarisée par Michelle Allen, réalisée par Éric Tessier, et diffusée du 21 septembre, au 30 novembre 2015 sur le réseau TVA.
La série a été diffusée sur TV5 Monde. Elle a été adaptée en France, diffusée en six épisodes en 2019 sur TF1.

## Fiche technique
- Scénariste : Michelle Allen, sur une idée originale de François Rozon
- Réalisation : Éric Tessier
- Société de production : Encore Télévision et Duo Productions

## Distribution
- Marianne Fortier : Sarah Vaillancourt
- Félix-Antoine Duval : Cédric Dutil
- Sylvain Marcel : Luc Vaillancourt
- Hélène Florent : Judith Laroche
- Patrice Robitaille : Donald Dutil
- Alyssa Labelle : Manu Talbot
- Guillaume Gauthier : Gégé Simoneau
- Romane Denis : Lola
- Brigitte Lafleur : Annie Lançon
- Emmanuel Bilodeau : Gilles Simoneau
- Rose-Maïté Erkoreka : Sylvie Talbot
- Anie Pascale : l’enquêteuse Bérubé
- Bobby Beshro : Olivier Durand
- Guillaume Champoux : Dr Chaput
- Jacques Lavallée : Me Desbiens
- Fayolle Jean : Dr Laramé
- Nicolas Canuel : Francis
- Frédéric Savard : Philippe
- Jean-François Nadeau : Jérôme
- Madeleine Péloquin : Sophie
- Isabelle Drainville : Dr Blain
- Joël Lemay : Roberto
- David Giguère : Me Leclerc
- Mara Joly : Mathilde
- Julie Roussel : la nutritionniste
- Tetchena Bellange : Renée
- Micheline Bernard : le juge
- Mustapha Aramis : Marco
- Amélie Lafleur : Nathalie
- Alexis Lefebvre : le gars hit'n run
- Mathieu Baron : Bouncer

## Épisodes
1. Dix-huit ans
2. Casse-tête
3. Sur le sentier de la guerre
4. Comme avant
5. Le Secret
6. Blessure de guerre
7. Cendrillon
8. Les Travaux forcés
9. Prendre le large
10. Conséquences

## Récompenses
- Banff World Media Festival (2016) :
  - Best Francophone series

- Gala ARTIS (2016) :
  - Rôle féminin : télésérie québécoise : Marianne Fortier
  - Rôle masculin : télésérie québécoise : Sylvain Marcel